# Spálené Poříčí
Spálené Poříčí (deutsch Brennporitschen) ist eine Stadt in Tschechien. Sie liegt sieben Kilometer nordöstlich von Blovice an der Bradava und gehört zum Okres Plzeň-jih. Die Katasterfläche beträgt 5782 Hektar.

## Geographie
Spálené Poříčí befindet sich in 417 m ü. M. im Bradavatal in den westlichen Ausläufern des Brdywaldes. Durch die Stadt führt die Staatsstraße 19 zwischen Pilsen und Rožmitál pod Třemšínem. Das Katastergebiet grenzt im Osten bei den Ortsteilen Číčov und Hořice an den noch bis zum 31. Dezember 2015 bestehenden Truppenübungsplatz Brdy.
Nachbarorte sind Lipnice im Norden, Těnovice und Hořehledy im Osten, Struhaře im Süden sowie Karlov, Štítov und Vlkov im Westen.

## Geschichte
Poreche war eine Gründung der Rosentaler und wurde 1239 erstmals urkundlich erwähnt, als Budislav von Rožmitál den Ort an das Kloster Kladruby verkaufte. Im 14. Jahrhundert gelangte das Dorf an die Schwanberger und 1360 wurde Bohuslav von Schwanberg als Besitzer genannt. Nach vielen Besitzerwechseln ging der Ort an Friedrich von Dohna auf Vlčtejn über, der ihn 1506 an Jan Roupovský von Roupov veräußerte. Poříčí war zu dieser Zeit ein Städtchen und die Feste war der Sitz einer Grundherrschaft. 1587 verkaufte Christoph d. Ä. von Roupov seinen Besitz Poříčí an den Besitzer von Šťáhlavy, Karel Kokořovec von Kokořov. 1617 entstand das Schloss.
Während des Dreißigjährigen Krieges zogen 1620 die Truppen des Generals Bucquoy in die Stadt. Nach fünftägiger Einquartierung ließ Bucquoy bei seinem Abmarsch Poříčí anzünden. Der vollständig niedergebrannte Ort erhielt den Beinamen Spalene Poržiczy bzw. Brenntes Poržicž, der seit 1788 zum Ortsnamen wurde. Durch die Zerstörung verlor die zuvor mit Freiheiten ausgestattete Stadt ihre Selbstverwaltung und wurde der Herrschaft untertänig. Zum Wiederaufbau des wüsten Ortes erhielten Juden ab 1623 das Recht zur Ansiedlung. 1670 entstanden die Synagoge und der jüdische Friedhof, 1680 begann die Bebauung der Judengasse und es bildete sich eine starke jüdische Gemeinde. Die Bewohner lebten vom Handwerk und es waren mehrere Mühlen und ein Hammer in Betrieb. 1715 verkauften die Grafen Vratislav z Mitrovic die Herrschaft an Gräfin Anna Polyxena Clary-Aldringen, geborene Des Fours.
1749 erwarb das Prager Domkapitel von Anna Polyxena die Grundherrschaft. 1756 war während des Siebenjährigen Krieges im Schloss zeitweilig der Prager Domschatz aus dem Veitsdom versteckt. Die Pfarre wurde 1792 zum Dekanat erhoben. 1820 entstand in Spálené Poříčí die dritte patriotische Lesegesellschaft Böhmens und Mährens. 1825 entstand ein jüdisches Krankenhaus für wandernde Juden. 1865 gründete der jüdische Unternehmer Eckstein seine Zündholzfabrik, die jedoch nicht lange bestand. Wegen seiner Lage abseits der Eisenbahnverbindungen siedelten sich kaum nennenswerte Unternehmungen an. 1927 lebten in der Stadt 1700 Menschen, sie war durchweg tschechisch besiedelt.
Seit dem 19. Jahrhundert verlor die jüdische Gemeinde viele Mitglieder und zur Zeit der deutschen Besetzung umfasste sie nur noch zehn Personen. Nach dem Ende des Zweiten Weltkrieges war sie ausgelöscht, da die zwei Überlebenden nicht in der Tschechoslowakei geblieben waren. Im Jahre 1946 wurde die im 18. Jahrhundert als Rokokobau errichtete Synagoge abgetragen.
Das Stadtzentrum ist seit 1992 Denkmalschutzgebiet.

## Stadtgliederung
Die Gemeinde besteht aus den Ortsteilen Číčov (Tschitschow), Hořehledy (Horschechled), Hořice (Horschitz), Karlov (Karlshof), Lipnice (Lipnitz), Lučiště (Lutschischt), Spálené Poříčí (Brennporitschen), Struhaře (Struharsch), Těnovice (Teniowitz), Vlkov (Wolfshof) und Záluží (Salusch).  Grundsiedlungseinheiten sind Číčov, Hořehledy, Hořice, Karlov, Lipnice, Lipnice-U Nádraží, Lučiště, Spálené Poříčí, Struhaře, Těnovice,  Vlkov und Záluží. 
Auf den Fluren befinden sich außerdem die Weiler und Einschichten Hvížďalka, Dražkovice, Ovčín, Palaska, Labežský Mlýn, Hluboká, Lhotka sowie Habří.
Das Gemeindegebiet gliedert sich in die Katastralbezirke Číčov, Hořehledy, Hořice, Lipnice u Spáleného Poříčí, Lučiště, Spálené Poříčí, Struhaře, Těnovice, Vlkov u Spáleného Poříčí und Záluží u Spáleného Poříčí.

## Sehenswürdigkeiten

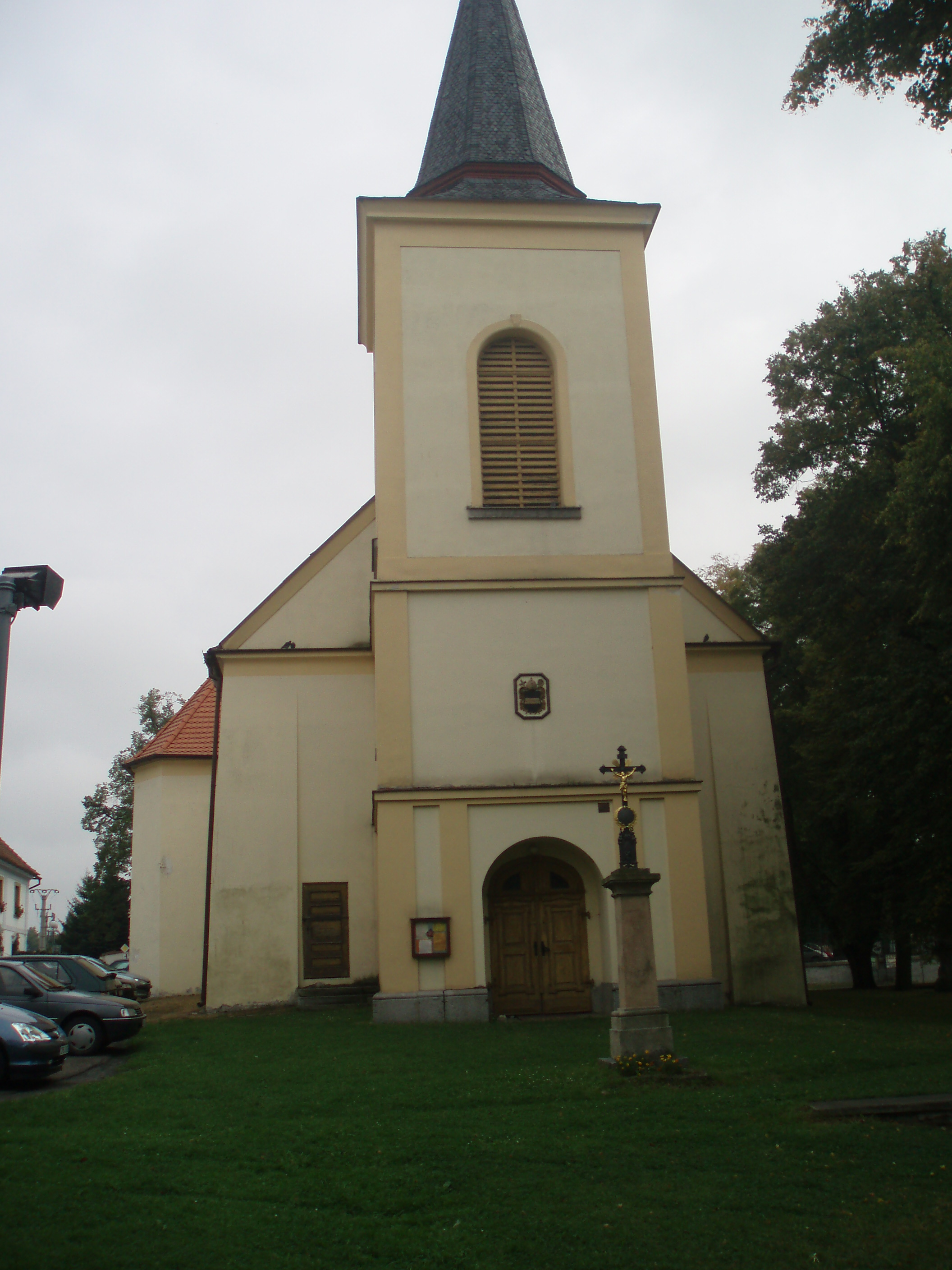
Kirche St. Nikolaus

- Schloss Spálené Poříčí, Renaissancebau, erbaut 1617 an Stelle einer gotischen Feste, dient heute als Museum und kirchliche ökologische Fachschule
- Barockes Dekanatshaus, 1780 durch das Prager Domkapitel errichtet
- Kirche St. Nikolaus, erbaut im 14. Jahrhundert
- Jüdischer Friedhof, angelegt 1670, die letzte Bestattung erfolgte 1937
- Josef-Byron-Haus
- Statue des hl. Johannes von Nepomuk in Těnovice
- Reste der Feste Těnovice

## Persönlichkeiten

### Söhne und Töchter der Stadt
- Václav Šára (* 1893 in Struhaře; † 1941) von der Gestapo hingerichtet, tschechischer General
- Emanuel Veil (* 1855), tschechischer Volksliedersammler, Dichter und Komponist
- Pater František Ferda (* 1915 in Dražkovice; † 1991), bekannter Heilpraktiker
- Josef Hodek d. Ä. (* 1856 in Hořehledy; † 1927 ebenda), tschechischer Maler
- Josef Hodek d. J. (* 1888 in Hořehledy; † 1973 in Pilsen), tschechischer Maler

### In der Stadt wirkten und lebten
- Jindřich Šimon Baar wirkte von 1894 bis 1895 als Kaplan in der Stadt
- Josef Kušner (1889–1944), von 1931 bis 1933 Bürgermeister der Stadt, während der Okkupation zum kommissarischen Verwalter der Stadt ernannt und wegen Verbindungen zu Untergrundorganisationen verhaftet, Kušner verstarb im KZ Buchenwald